# Лебедина зграя (роман)
«Лебедина зграя» — роман українського письменника Василя Земляка, опублікований 1971 року.
Лебедина зграя — перший твір дилогії автора, до якої також входить роман «Зелені млини» (вийшов 1977 року). За твори дилогії Василь Земляк був відзначений посмертно  Державною премією України імені Тараса Шевченка у 1978 році.
За мотивами роману було створено кінофільм «Вавилон XX» режисера Івана Миколайчука, знятий на кіностудії імені Олександра Довженка у 1979 році.

## Персонажі
- Явтушок Голий — головний герой, селянин-бідняк;
- Максим Тесля — селянин, який підтримує колективізацію;
- Клим Синиця — селянин;
- Орфей Кожушний — селянин;
- Мальва —  дружина Орфея;
- Бубели, Гусаки, Раденькі — колись багаті селяни, протистоять колективізації;
- Брати Соколюки;
- Харитон Гапочка;
- Паня Ластовенко.

## Екранізація
За мотивами роману «Лебедина зграя» у 1979 році на кіностудії імені Олександра Довженка було відзнято кінострічку «Вавилон XX». Режисером стрічки був Івана Миколайчука. У фільмі в головних ролях знялися відомі українські та російські актори, зокрема сам Іван Миколайчук, а також Любов Поліщук,Таїсія Литвиненко, Борислав Брондуков, Костянтин Степанков. Фільм також розповідає про перші кроки колективізації в українському селі.
Фільм знімали тоді, коли під забороною перебувало так зване «українське поетичне кіно» (після травневого пленуму ЦК Компартії України 1974 року). Тому виробництво кінофільму було під питання. Роботу над сценарієм Іван Миколайчук розпочав 1977 року. Через складність тексту роману, Миколайчук адаптував його, а не відтворював буквально. Після зйомок Миколайчук деякий час ховав фільм в сейфі, однак у 1980 році фільм показали на Всесоюзному кінофестивалі (але з російським дубляжем, що було умовою показу). Міжнародна прем'єра «Вавилону XX» відбулася на кінофестивалі у Локарно.
«Вавилон XX» займає 10-у позицію у списку 100 найкращих фільмів в історії українського кіно.

## Перелік видань
- Земля В. Лебедина зграя. – Київ, 1971.
- Земляк В. С. Лебедина зграя / В. С. Земляк ; вступне слово О. О. Сизоненко. – Київ : Україна, 2005. – 720 с. – (Серія "Бібліотека Шевченківського комітету"). – ISBN 966-01-0320-4, ISBN 966-524-219-9.
- Земляк В. С. Лебедина зграя. Зелені Млини : романи / Василь Земляк ; [післямова та примітки О. В. Даниліної ; худож.-іл. С. В. Кривенченко]. – Харків : Фоліо, 2013. – 651 с. – (Шкільна бібліотека української та світової літератури). – ISBN 978-966-03-5461-6, ISBN 978-966-03-6117-1.
- Земляк В. С. Лебедина зграя. Зелені Млини : романи / Василь Земляк. – Київ : Віхола, 2023. – 734, [1] с. – (Неканонічний канон). – 2000 прим. – ISBN 978-617-8257-56-9.